# Mark Hofmann
Mark William Hofmann (født 7. december 1954) er en amerikansk dokumentforfalskener og dømt morder.
Han er mest af alt kendt for sine forfalskede dokumenter, som satte Jesu Kristi Kirke af Sidste Dages Hellige tidlige historie i et dårligt lys. Han var selv mormon, men mistede sin tro i 14-årsalderen. På trods af at han ikke længere troede på mormonlæren, forblev han medlem og tog også på mission for kirken. 
Han blev sendt på mission til England, hvor han i al hemmelighed anskaffede sig historisk materiale om Jesu Kristi Kirke af Sidste Dages Hellige, som cementerede hans opfattelse af at Jesu Kristi Kirke af Sidste Dages Hellige byggede på løgne. 
Han besluttede sig for at hævne sig på kirken ved at afsløre kirkens ledere som bedragere, hvilket til dels lykkedes. 
Under sin mission købte han flere gamle udgaver af Kong James' Bibel, fra dengang kirken blev dannet.(det var den samme oversættelse af bibelen som stifteren af mormonkirken havde benyttet sig af). Hofmann begyndte efterhånden efter sin hjemkomst til Utah at producere flere og flere falske dokumenter som han udførte så godt, at mange af dem blev vurderet ægte. Dette førte til at kirkens højeste ledelse satte meget ind for at erhverve sig dokumenterne, som hvis deres indhold blev offentliggjort ville skade kirkens troværdighed. 
Hofmann sørgede dog altid for at offentliggøre indholdet af de dokumenter, han solgte til kirkens øverste ledere til pressen, hvilket tvang kirken til at vise dokumenterne frem.
Dokumenterne skulle tilsyneladende bl.a. være skrevet af kirkens stifter Joseph Smith. I et af de falske dokumenter stod der en version af "det første syn", hvor Joseph Smith i stedet for englen Moroni, så en hvid salamander. Hvilket kirkens apostle Dallin Oaks offentligt tolkede som en måde i 1800-tallet at beskrive engle. 
Faktummet at kirkens ledelse var overbeviste om at disse forfalskede dokumenter var ægte, beviste at de ikke, som de til dags dato stadig påstår, var i stand til at opdage forfalskninger af hellig tekst, selvom de påstår at være profeter, seere og åbenbarere.
Mark Hofmann kom dog i gæld, fordi han brugte sin indtjening på at købe gamle bøger, hvor han brugte de blanke sider til sine forfalskninger. Det resulterede i at han valgte at bombe og myrde folk i branchen med gamle dokumenter. En af bomberne gik af og han kom selv til skade, hvorefter han blev arresteret og afsløret som forfalskener. 
De dokumenter han solgte til kirken er nu afsløret som falske, men der gisnes stadig om hvorvidt alle hans forfalskninger er blevet afsløret, da det han lavede var af så god kvalitet og var blevet verificeret ægte. 
Sagen om Mark Hofmann ses som den største sag om dokumentfalsk i USA's historie.